# Franz Krammer (Politiker)
Franz Krammer (* 23. Dezember 1890 in Stegersbach; † 20. Mai 1975 in Güssing) war ein österreichischer Oberamtmann und Politiker (SPÖ). Er war von 1946 bis 1956 Abgeordneter zum Burgenländischen Landtag.

## Leben
Krammer wurde als Sohn des Kaufmanns Karl Krammer aus Stegersbach geboren und besuchte die Volks- und Bürgerschule. Er wechselte danach an die Berufs- und Fortbildungsschule und wurde Elektrotechniker und Werksmeister. Er leistete von 1911 bis 1912 sowie von 1915 bis 1918 den Militärdienst und war ab 1923 im burgenländischen Verwaltungsdienst tätig. Krammer arbeitete als von 1922 bis 1938 als Amtmann in Kukmirn, wurde danach pensioniert, jedoch in der Folge von 1938 bis 1945 in Güssing dienstverpflichtet beziehungsweise zur Führung von vier Verwaltungsgemeinschaften im Kreis Fürstenfeld herangezogen. 1945 war er mit der Errichtung der Gemeindeverwaltung von Güssing sowie der Bezirkshauptmannschaft von Güssing beauftragt.
Krammer war verheiratet.

## Politik
Krammer übernahm von 1948 bis 1951 die Funktion des Vorsitzenden der Gewerkschaft öffentlicher Dienst Burgenland und war von 1949 bis 1957 Kammeramtsdirektor der Arbeiterkammer Burgenland. Krammer vertrat die SPÖ vom 4. Jänner 1946 bis zum 11. Juni 1956 im Burgenländischen Landtag.